# Кремъл
Вижте пояснителната страница за други значения на Кремъл.
Кремъл (на руски: кремль и още: „детинец“, „крепость“, „городок“) е наименованието на старите укрепени руски градове (или тяхната укрепена вътрешна част), опасани със защитни стени с кули и бойници.

## Кремли
В някогашна Русия за град се смятали само населените места със собствен кремъл. Сред най-добре съхранените са кремлите в Астрахан, Тула, Ростов Велики, Казан, Москва.

## Символ
Московският кремъл се е превърнал в нарицателно име за властта най-напред на Руското царство (макар че цар Петър Велики мести столицата от Москва в новия Санкт Петербург), после – на Съюза на съветските социалистически републики, и накрая – днешната Руска федерация. Кремъл е сърцето на съвременна Русия – той е в централната част на столицата и на неговата територия са разположени редица важни структури на държавната власт: президентството, правителствени и други органи.